# Leszek Krzyżański

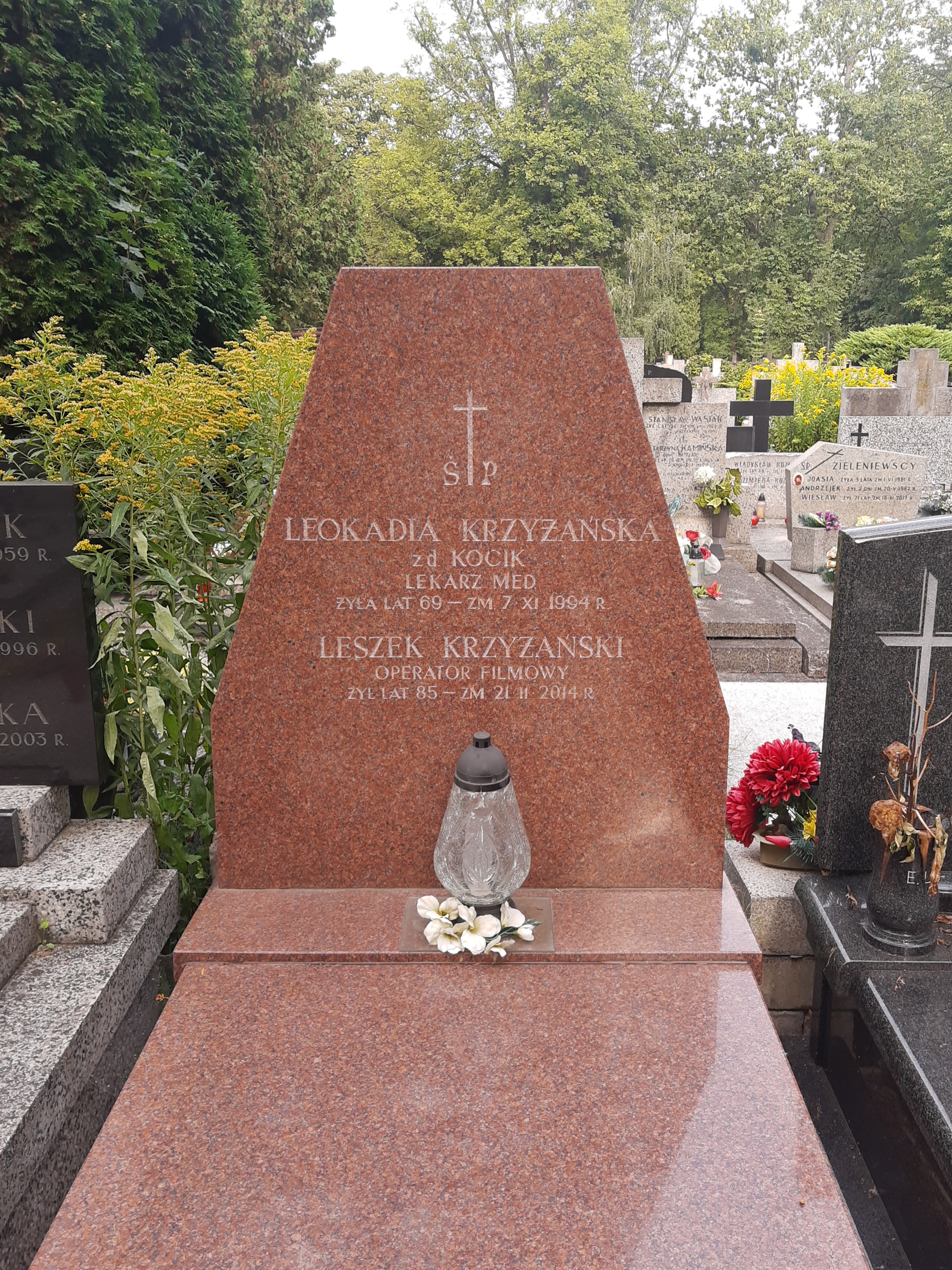
Grób Leszka Krzyżańskiego na cmentarzu Bródnowskim w Warszawie

Leszek Krzyżański (ur. 22 marca 1928 w Poznaniu, zm. 21 lutego 2014 w Warszawie) – polski operator filmowy.
W 1960 ukończył studia na Wydziale Operatorskim w Państwowej Wyższej Szkole Filmowej, a następnie został operatorem filmowym - dokumentalistą. Początkowo pracował w Polskiej Kronice Filmowej, a następnie w Wytwórni Filmów Dokumentalnych w Warszawie.
Należał do Stowarzyszenia Filmowców Polskich, w 2008 został uhonorowany nagrodą tego Stowarzyszenia za całokształt dokonań, którą wręczono mu podczas 48. Krakowskiego Festiwalu Filmowego.
Pochowany na cmentarzu Bródnowskim w Warszawie (kwatera 6L-3-11).

## Filmografia
Leszek Krzyżański był realizatorem zdjęć do filmów reżyserowanych przez Andrzeja Piekutowskiego, Jerzego Ziarnika, Tadeusza Makarczyńskiego, Bohdana Kosińskiego, Danuty Halladin, Krzysztofa Gradowskiego, Ireny Kamieńskiej, Jana Łomnickiego, Włodzimierza Pomianowskiego, Krystyny Gryczełowskiej.
- "Odwaga" /1953/;
- "Kąpiemy nasze dzieci" /1955/;
- "Sami na świecie" /1958/;
- "Urodzaj" /1959/;
- "Pamiętnik Jego Wysokości" /1960/;
- "Portret małego miasta" /1961/;
- "Z dokumentów walki" /1962/;
- "Płyną tratwy" /1962/;
- "Kiedy były Szwedy" /1962/;
- "Dzieci z rampy" /1963/;
- "Szkice lubelskie" /1964/;
- "Góra" /1964/;
- "Dom na osiedlu" /1964/;
- "6 wieków księgarstwa polskiego" /1964/;
- "Wtorki, czwartki i soboty" /1965/;
- "W Białymstoku" /1965/;
- "Przed turniejem" /1965/;
- "Góra zwana Kubą" /1965/;
- "Dwa roczniki" /1965/;
- "Beton-Stal" /1965/;
- "Spotkania z Warszawą" /1966/;
- "Różnica 65/66" /1966/;
- "Odlewnia stali w sposób ciągły" /1966/;
- "Horyzont" /1966/;
- "Dzień dobry, dzieci" /1966/;
- "Czwarta w świecie walcownia" /1966/;
- "Żelazna ręka" /1967/; (obsada aktorska)
- "Z księgi Polaków" /1967/;
- "W starej Samarkandzie" /1967/;
- "Energia" /1967/;
- "Wyspa kobiet" /1968/;
- "Urodzeni w niedzielę" /1968/;
- "Nazywa się Błażej Rejdak" /1968/;
- "Gienek" /1968/;
- "Czerwony-Rewolucyjny-Warszawski" /1968/;
- "Czas przemiany" /1968/;
- "Zawsze rodzi się chleb" /1969/;
- "Święto żniw" /1969/;
- "Polonez" /1969/;
- "O tym jak dziadek od Jasinków skarbów zbójeckich" /1969/;
- "Lekcja polskiego" /1969/;
- "Ziemia kielecka" /1970/;
- "Z tamtej strony" /1970/;
- "Warszawska opowieść" /1970/;
- "Próba" /1970/;
- "Powrót mistrza" /1970/;
- "Pegeerowcy" /1970/;
- "Młodzi z Brzózy" /1970/;
- "Majster Białkowski i towarzysze" /1970/;
- "Dwaj żołnierze" /1970/;
- "Ojciec Maksymilian Kolbe" /1971/;
- "Niobe" /1971/;
- "Nasze znajome z Łodzi" /1971/;
- "Na trasie E-7" /1971/;
- "Universitas Varsoviensis" /1972/;
- "Gloria dla nr. 16670" /1972/;
- "Budowałem miasto" /1972/;
- "Wejść między ludzi" /1973/;
- "Raport w sprawie budownictwa mieszkaniowego" /1973/;
- "Pradziadek sól" /1973/;
- "Nie życzcie mi sto lat" /1973/;
- "Na głębsze wody" /1973/;
- "I ty możesz być mecenasem" /1973/;
- "Zaczynali..." /1974/;
- "Satysfakcja" /1974/;
- "Robić swoje" /1974/;
- "Polska-człowiek-gospodarka" /1974/;
- "Jeden dzień z XXV lat" /1974/;
- "Teatr narodów" /1975/;
- "Próg" /1975/;
- "Prolog" /1975/;
- "Pierwsza licealna" /1975/;
- "Zapora" /1976/;
- "Lucjana Stysia wziemięwstąpienie" /1976/;
- "Los wybrał Łęczną" /1977/;
- "Budimex prezentuje - Budowstal" /1977/;
- "W tej okolicy..." /1978/;
- "Technica craft" /1978/
- "Opowieść o zwykłym mieście" /1978/;
- "Intervoyage repaires" /1978/;
- "Chodzić do szkoły" /1978/;
- "80 lat kieleckiej Iskry" /1978/;
- "Sztuka krainy jezior" /1979/;
- "Poznańska Fabryka Łożysk Tocznych" /1979/;
- "Polski tabor kolejowy" /1979/;
- "Papież z Polski" /1979/;
- "Jak wiele dróg" /1979/;
- "Fabryka Łożysk Tocznych w Kraśniku" /1979/;
- "Fabryka Łożysk Tocznych w Kielcach" /1979/;
- "Zjednoczenie Przemysłu Precyzyjnego "Prema"" /1980/;
- "W dniach VIII Zjazdu" /1980/;
- "Tajemnice teatru lalek" /1980/;
- "Szczecinianin numer pierwszy" /1980/;
- "Suwalscy specjaliści" /1980/;
- "Spacer po Warszawie pana Bolesława Prusa" /1980/;
- "Sandomierz" /1980/;
- "Przygoda reportera" /1980/;
- "Chłopi 81" /1981/;
- "Ślady" /1982/;
- "Sceny z powstania warszawskiego" /1983/;
- "Mistrza Canaletta przewodnik po stanisławowskiej Warszawie" /1983/;
- "Warszawa Aleksandra Gierymskiego" /1984/;
- "Exodus" /1984/;
- "Znaki" /1985/;
- "Warszawa 1939-1945" /1985/;
- "Warszawa 1935-1939" /1985/;
- "Warszawa 1929-1934" /1985/;
- "Warszawa 1923-1928" /1985/;
- "Warszawa 1915-1922" /1985/;
- "Warszawa 1908-1915" /1985/;
- "Warszawa 1900-1907" /1985/;
- "Społeczne niepokoje" /1985/;
- "Przed wielką wojną" /1985/;
- "Powrót" /1985/;
- "Kapelan" /1985/;
- "Autoportret artysty" /1985/;
- "Mistrz-prezydent" /1986/;
- "Antidotum" /1986/;
- "Rapsod" /1988/;
- "Droga do niepodległości" /1988/;
- "W służbie orła białego" /1994/;
- "Dawno, dawno temu" /1995/;

## Nagrody i odznaczenia
- Złoty Krzyż Zasługi;
- Nagroda Ministra Kultury i Sztuki;
- Nagroda Stowarzyszenia Filmowców Polskich za całokształt dokonań;
- Złoty Lajkonik.